# Valencia Club de Fútbol 2018-2019
Questa voce raccoglie le informazioni riguardanti il Valencia Club de Fútbol nelle competizioni ufficiali della stagione 2018-2019.

## Maglie e divise
| Casa | Trasferta | Terza divisa |

## Rosa
In corsivo i calciatori ceduti durante la stagione
| N. |                               | Ruolo | Calciatore         |
| -- | ----------------------------- | ----- | ------------------ |
| 1  | Spagna (bandiera)             | P     | Jaume Doménech     |
| 3  | Portogallo (bandiera)         | D     | Rúben Vezo         |
| 4  | Colombia (bandiera)           | D     | Jeison Murillo     |
| 4  | Argentina (bandiera)          | D     | Facundo Roncaglia  |
| 5  | Brasile (bandiera)            | D     | Gabriel Paulista   |
| 6  | Rep. Centrafricana (bandiera) | C     | Geoffrey Kondogbia |
| 7  | Portogallo (bandiera)         | C     | Gonçalo Guedes     |
| 8  | Spagna (bandiera)             | C     | Carlos Soler       |
| 9  | Francia (bandiera)            | A     | Kevin Gameiro      |
| 10 | Spagna (bandiera)             | C     | Dani Parejo        |
| 11 | Russia (bandiera)             | C     | Denis Cheryshev    |
| 12 | Francia (bandiera)            | D     | Mouctar Diakhaby   |
| 13 | Brasile (bandiera)            | P     | Neto               |

| N. |                          | Ruolo | Calciatore        |
| -- | ------------------------ | ----- | ----------------- |
| 14 | Spagna (bandiera)        | D     | José Gayà         |
| 15 | Spagna (bandiera)        | D     | Toni Lato         |
| 16 | Corea del Sud (bandiera) | C     | Lee Kang-in       |
| 17 | Francia (bandiera)       | C     | Francis Coquelin  |
| 18 | Danimarca (bandiera)     | C     | Daniel Wass       |
| 19 | Spagna (bandiera)        | A     | Rodrigo           |
| 20 | Spagna (bandiera)        | A     | Ferrán Torres     |
| 21 | Italia (bandiera)        | D     | Cristiano Piccini |
| 22 | Spagna (bandiera)        | A     | Santi Mina        |
| 23 | Belgio (bandiera)        | A     | Michy Batshuayi   |
| 23 | Spagna (bandiera)        | A     | Rubén Sobrino     |
| 24 | Argentina (bandiera)     | D     | Ezequiel Garay    |

## Calciomercato

### Sessione estiva
| Acquisti         | Acquisti           | Acquisti            | Acquisti                   |
| R.               | Nome               | da                  | Modalità                   |
| ---------------- | ------------------ | ------------------- | -------------------------- |
| A                | Gonçalo Guedes     | Paris Saint-Germain | definitivo (40 milioni €)  |
| C                | Geoffrey Kondogbia | Inter               | definitivo (22 milioni €)  |
| A                | Kévin Gameiro      | Atlético Madrid     | definitivo (16 milioni €)  |
| D                | Mouctar Diakhaby   | Olympique Lione     | definitivo (15 milioni €)  |
| D                | Jeison Murillo     | Inter               | definitivo (12 milioni €)  |
| D                | Cristiano Piccini  | Sporting Lisbona    | definitivo (8 milioni €)   |
| D                | Daniel Wass        | Celta Vigo          | definitivo (6 milioni €)   |
| A                | Michy Batshuayi    | Chelsea             | prestito (3 milioni €)     |
| C                | Uroš Račić         | Stella Rossa        | definitivo (2,2 milioni €) |
| C                | Denis Cheryshev    | Villarreal          | prestito                   |
| Altre operazioni |                    |                     |                            |
| R.               | Nome               | da                  | Modalità                   |
| D                | João Cancelo       | Inter               | fine prestito              |
| A                | Nani               | Lazio               | fine prestito              |
| A                | Fabián Orellana    | Eibar               | fine prestito              |
| C                | Álvaro Medrán      | Alavés              | fine prestito              |
| A                | Zakaria Bakkali    | Deportivo La Coruña | fine prestito              |
| A                | Nacho Gil          | Las Palmas          | fine prestito              |

| Cessioni         | Cessioni           | Cessioni            | Cessioni                    |
| R.               | Nome               | a                   | Modalità                    |
| ---------------- | ------------------ | ------------------- | --------------------------- |
| D                | João Cancelo       | Juventus            | definitivo (40,4 milioni €) |
| C                | Nemanja Maksimović | Getafe              | definitivo (10 milioni €)   |
| D                | Martín Montoya     | Brighton            | definitivo (7 milioni €)    |
| A                | Simone Zaza        | Torino              | prestito (2 milioni €)      |
| A                | Fabián Orellana    | Eibar               | definitivo (2 milioni €)    |
| C                | Álvaro Medrán      | Rayo Vallecano      | prestito                    |
| A                | Zakaria Bakkali    | Anderlecht          | definitivo (1,2 milioni €)  |
| A                | Nacho Gil          | Elche               | prestito                    |
| A                | Nani               | Sporting Lisbona    | gratuito                    |
| A                | Bryan Gil          | Tottenham           | fine prestito               |
| D                | Nacho Vidal        | Osasuna             | gratuito                    |
| C                | Fran Villalba      | Numancia            | prestito                    |
| Altre operazioni |                    |                     |                             |
| R.               | Nome               | da                  | Modalità                    |
| A                | Gonçalo Guedes     | Paris Saint-Germain | fine prestito               |

#### Sessione invernale
| Acquisti         | Acquisti          | Acquisti   | Acquisti                 |
| R.               | Nome              | da         | Modalità                 |
| ---------------- | ----------------- | ---------- | ------------------------ |
| A                | Rubén Sobrino     | Alavés     | definitivo (5 milioni €) |
| D                | Facundo Roncaglia | Celta Vigo | prestito                 |
| Altre operazioni |                   |            |                          |
| R.               | Nome              | da         | Modalità                 |
| D                | Aderlan Santos    | Vitória    | fine prestito            |

| Cessioni         | Cessioni           | Cessioni        | Cessioni                 |
| R.               | Nome               | a               | Modalità                 |
| ---------------- | ------------------ | --------------- | ------------------------ |
| D                | Aderlan Santos     | Al-Ahli         | definitivo (5 milioni €) |
| D                | Jeison Murillo     | Barcellona      | prestito (1,2 milioni €) |
| D                | Rúben Vezo         | Levante         | prestito                 |
| C                | Uroš Račić         | Tenerife        | prestito                 |
| A                | Álex Blanco        | Alavés          | prestito                 |
| Altre operazioni |                    |                 |                          |
| R.               | Nome               | da              | Modalità                 |
| A                | Michy Batshuayi    | Chelsea         | fine prestito            |
| C                | Geoffrey Kondogbia | Inter           | fine prestito            |
| D                | Jeison Murillo     | Inter           | fine prestito            |
| A                | Luciano Vietto     | Atlético Madrid | fine prestito            |
| C                | Andreas Pereira    | Manchester Utd  | fine prestito            |

## Risultati

### UEFA Champions League

#### Fase a gironi
| Arbitro: | Felix Brych |

|  |           |                               |
|  | Marcatori | 45’ (rig.), 51’ (rig.) Pjanić |

| Manchester 2 ottobre 2018, ore 21:05 CEST 2ª giornata | Manchester Utd | 0 – 0 referto | Valencia | Old Trafford (73 569 spett.)\| Arbitro: \| Slavko Vinčić \| |
| Arbitro:                                              | Slavko Vinčić  |               |          |                                                             |

| Arbitro: | Andris Treimanis |

|                   |           |               |
| Hoarau 55’ (rig.) | Marcatori | 26’ Batshuayi |

| Arbitro: | István Kovács |

|                         |           |            |
| Mina 14’, 42’ Soler 56’ | Marcatori | 37’ Assalé |

| Arbitro: | William Collum |

|               |           |  |
| Mandžukić 59’ | Marcatori |  |

| Arbitro: | Georgi Kabakov |

|                               |           |              |
| Soler 17’ P. Jones 47’ (aut.) | Marcatori | 87’ Rashford |

### UEFA Europa League

#### Fase ad eliminazione diretta
| Arbitro: | Ovidiu Hațegan |

|  |           |                           |
|  | Marcatori | 42’ Cheryshev 49’ Sobrino |

| Arbitro: | Deniz Aytekin |

|             |           |  |
| Gameiro 70’ | Marcatori |  |

| Arbitro: | Orel Grinfeld |

|                  |           |              |
| Rodrigo 12’, 24’ | Marcatori | 63’ Claesson |

| Arbitro: | Anthony Taylor |

|                |           |              |
| Sulejmanov 85’ | Marcatori | 90+3’ Guedes |

| Arbitro: | Michael Oliver |

|                    |           |                             |
| Cazorla 36’ (rig.) | Marcatori | 6’, 90+3’ Guedes 90+1’ Wass |

| Arbitro: | William Collum |

|                     |           |  |
| Lato 13’ Parejo 54’ | Marcatori |  |

| Arbitro: | Clément Turpin |

|                                     |           |              |
| Lacazette 18’, 26’ Aubameyang 90+1’ | Marcatori | 11’ Diakhaby |

| Arbitro: | Danny Makkelie |

|                  |           |                                        |
| Gameiro 11’, 58’ | Marcatori | 17’, 69’, 88’ Aubameyang 50’ Lacazette |